# Leptodesmus lissonotus
Leptodesmus lissonotus är en mångfotingart som beskrevs av Carl Graf Attems 1943. Leptodesmus lissonotus ingår i släktet Leptodesmus och familjen Chelodesmidae. Inga underarter finns listade i Catalogue of Life.